# Małgorzata Wielek-M

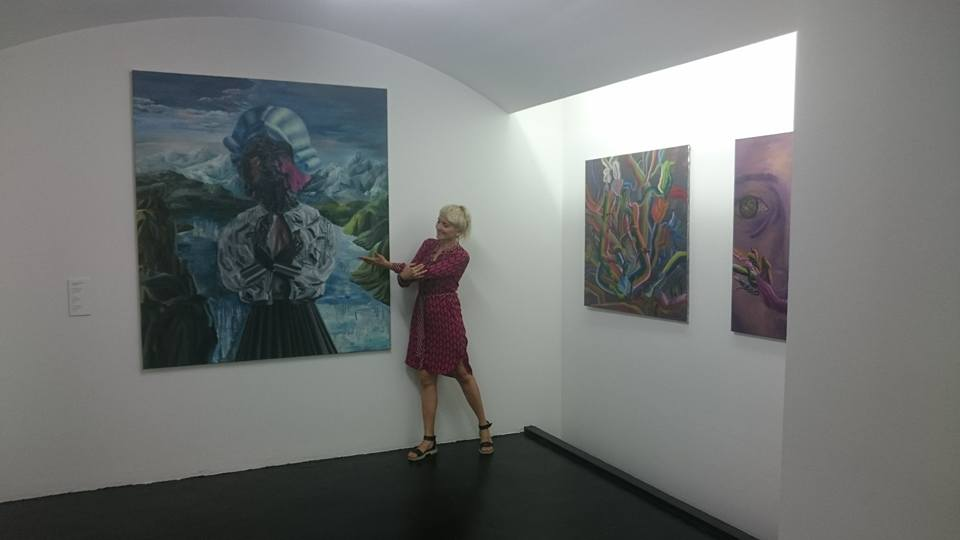
Przy swojej pracy. Bunkrze Sztuki / Kraków 2017

Małgorzata Wielek (ur. 10 maja 1976 w Limanowej)  polska malarka i rysowniczka, tworząca także tatuaże.  Kuratorka, animatorka i koordynatorka działań artystycznychW latach 1997 - 2002 studiowała na ASP w Krakowie na wydziale malarstwa. W 2009 r obroniła doktorat pt. „Badanie serca” na macierzystej uczelni. W 2022 r otrzymała tytuł profesora zwyczajnego w dyscyplinie sztuki. Zajmuje się malarstwem sztalugowym, rysunkiem i krótkimi formami literackimi. Brała udział w ponad 170-u wystawach zbiorowych i około 50-u indywidualnych. W 2017 zdobyła II nagrodę w IV Piotrkowskim Biennale Sztuki. W 2016 - Grand Prix Nagrodę Ministra Kultury i Dziedzictwa Narodowego w 4. Triennale Polskiego Malarstwa Współczesnego, Jesienne Konfrontacje, BWA Rzeszów. W 2015 zdobyła Nagrodę specjalną w III Piotrkowskim Biennale Sztuki w Piotrkowie Trybunalskim. W 2012 znalazła się w finale międzynarodowego konkursu Strabag w Wiedniu. W 2010 otrzymała I nagrodę w 8. Triennale Małych Form Malarskich – Toruń 2010 w Galerii Sztuki Wozownia w Toruniu. W latach 2010-1012 była współtwórczynią i koordynatorką międzynarodowego projektu artystycznego Przedmieścia realizowanego przez ASP w Krakowie z partnerami z Wiednia i Ostrawy. Organizatorka ogólnopolskiego konkursu Zakłócenia realizowanego na UKEN oraz kuratorka Fosfor Art Gallery w Krakowie. W 2019 otrzymała Stypendium Twórcze Miasta Krakowa. Działa w duecie Czarny Zakład, propagując rysunki i tatuaże. Prowadzi Pracownię 16 z działaniami malarskimi. Profesor na UKEN w Krakowie, na Wydziale Sztuki. 
www.wielekmandrela.pl  / www.facebook.com/wielekmalarstwo / www.instagram.com/m.wielek/ www.instagram.com/czarnyzaklad/

## Życiorys
Absolwentka Państwowego Liceum Sztuk Plastycznych w Zakopanem w l. 1991–1996. Studiowała na Wydziale Malarstwa Akademii Sztuk Pięknych im. Jana Matejki w Krakowie w l. 1997–2002. Dyplom z wyróżnieniem otrzymała w 2002 w pracowni prof. Adama Brinckena. W 2001 ukończyła Studium Pedagogiczne przy krakowskiej ASP. W 2009 obroniła pracę doktorską pt. Badanie serca, i uzyskała stopień naukowy doktora w dziedzinie sztuk plastycznych. W latach 2010–2012 była współtwórcą i koordynatorem międzynarodowego projektu artystycznego „Przedmieścia” realizowanego przez krakowską ASP w Wiedniu, Ostrawie i Krakowie. Od 2014 pracowała jako adiunkt, a od 2018 jako profesor nadzwyczajny na Uniwersytecie Pedagogicznym w Krakowie na Wydziale Sztuki. W 2017 uzyskała stopień doktora habilitowanego. W roku 2022 otrzymała tytuł profesora zwyczajnego w dziedzinie sztuki. Założycielka i kuratorka krakowskiej Fosfor Art Gallery.
Wystawy indywidualne i nagrody:
- 1999 Klub Pod ręką, Kraków
- 2002 Klub Re, Kraków
- 2004 Galeria Schody, Warszawa
- 2006:
  - Galeria Artemis, Kraków
  - Wyróżnienie w konkursie Triennale z Martwą Naturą, Sieradz 2006
  - Flower Power, Kraków
  - CAT, Warszawa
- 2007:
  - Galeria Sztuki Współczesnej Solvay, Kraków
  - Galeria u Mloka, Ołomuniec, Czechy
  - Galeria Milano, Warszawa
- 2009:
  - Badanie serca, Pałac Sztuki, Kraków
  - Badanie serca, Galeria Milano, Warszawa
- 2010:
  - "Karajobrazowanie", Galeria Artemis, Kraków
  - Malarstwo, Muzeum Ziemi Limanowskiej, Limanowa
- 2011:
  - "Portrety pamięciowe", Bocheńska Gallery, Warszawa
  - "Z archiwum archetypów", Sosnowieckie Centrum Sztuki – Zamek Sielecki, Galeria Extravagance, Sosnowiec
  - nominacja do nagrody Paszportu Polityki w kategorii sztuki wizualne.
- 2012 „Pod włos”, Galeria Dole, Ostrawa, Czechy
- 2013 Malarstwo, Mała Galeria, Nowy Sącz[3].
- 2014 „Odklejone”, Pracownia otwarta kontrola jakości, Ostrowiec Św.
- 2016 „Szklane oczy”,  Galeria Opus, Kraków
- 2017 "Mam dzisiaj dobry dzień-Małgorzata Wielek-M & Robert Listwan " Galeria Sztuki Wozownia, Toruṅ[1]
- 2018
  - „Płyniemy po górach", Konsulat Generalny RP w Kolonii, Niemcy
- 2019
  - "Cały ten smutek wypływa z nosa", Galeria Pastula, Poręby Kupieńskie[4]
  - "Lura i Szatan" Kamienica Artystyczna TA 3, Warszawa[5]
  - Sex, Sex, Sex The Nomber Of The Beast, Galeria Olympia, Kraków /w duecie z Paweł Hajncel/
  - Niebo musi się przepalić, BWA Kielce / w duecie z Magdą Moskwą/
  - Niebieskie okulary z efektem lustra, Galeria StrefArt, Tychy /w duecie z Michael Wegerer /
  - 2020
  - ABC Gallery, Poznań/Wywrotka na świeżym powietrzu
  - Zeskrobuję zeschły brud z dłoni tępym nożem, M.Piątek & M.Wielek-M, Kamienica Artystyczna, Galeria TA3,Warszawa
  - 2021
  - Zeskrobuję zeschły brud...,Krakauer Haus, (w duecie z Rene Radomsky), Norymberga, Niemcy
  - Eteriosa, Abandoned Health Resort, Krvavica, Chorwacja
  - Rozkwitamy, HOS Gallery, Warszawa
  - Tęczowa sukienka, obraz w formie light box w witrynie na ul. Stradomskiej, Kraków
  - Adaptacje, obrazy w przestrzeni miejskiej Gorzowa Wielkopolskiego, BWA Gorzów Wielkopolski
  - 2022
  - Płaczemy razem z lekkością, (w duecie z Paweł Dunal), Galeria Wizytująca, Warszawa
  - 2023
  - Lick Off, Galeria Nanazenit, Warszawa
  - Rosemary, Teatr Barakah, realizacja scenografii, Kraków
  - 2024
  - The limber Sisters  / Stretching exercises, (Magdalena Hueckel & Małgorzata Wielek), Le Dernier Cri Gallery, Marseille, France
  - 2025
  - Piekło niebo, czyściec raj, swoją duszę, tutaj daj, BWA, Rzeszów

Wystawy zbiorowe:
- 2000 “Wystawa mojej pracowni", Klub Pod przewiązką, Kraków
- 2001 Biuro adwokatów, Hamburg, Niemcy
- 2002:
  - “Powrót do źródeł", Stara Synagoga, Nowy Sącz
  - Galeria Młodych, Kraków
- 2003:
  - “Promocje 2002", Galeria Sztuki, Legnica (nagroda Prezydenta Miasta Legnicy)
  - “Nowi członkowie ZPAP", galeria Pryzmat, Kraków
- 2004:
  - Targi sztuki, Bunkier Sztuki, Kraków
  - Zimowy salon malarstwa ZPAP, Nowohuckie Centrum Kultury, Kraków
- 2005 Międzynarodowe targi sztuki, Galeria Artahead, Bazylea, Szwajcaria
- 2006 Galeria Zuzanna Mannke, Essen,Niemcy
- 2007:
  - Triennale z Martwą Naturą, Sieradz (wyróżnienie honorowe)
  - "Młodzi Polscy Artyści Galerii P", Hamburg, Niemcy
- 2008:
  - Rybie oko, Biennale Sztuki Młodych, Słupsk
  - "Pamiętniki pokolenia tamagotchi", Galeria Klimy Bocheńskiej, Warszawa
  - "Kwadrat magiczny", Solvay, Kraków
  - "Sacrum Profanum", Centrum Jana Pawła II, Kraków
  - "Piękno", galeria PWST, Kraków (wyróżnienie)
  - "Mistrz i uczniowie", Muzeum, Tarnowskie Góry
  - "Obszar intymny", Miejska Galeria Sztuki, Częstochowa
- 2009:
  - "Kwadrat magiczny", Galeria Pryzmat, Kraków
  - Biennale Malarstwa Bielska Jesień 2009, Galeria Bielska BWA, Bielsko-Biała
  - "Wymiary wolności", Muzeum Zamek, Łęczyca
  - "Lato w mieście", Galeria Klimy Bocheńskiej, Warszawa
  - "Granice tożsamości", Pałac Sztuki, Kraków
  - "20 lat Galerii Milano. 60 wybitnych artystów. Sztuka bez limitu", Milano, Warszawa
  - II Międzynarodowe Biennale Obrazu "Quadro – Art 2009", Galeria ZPAP "Na Piętrze", Galeria Urzędu Miasta Łodzi, Łódź
  - V Międzynarodowe Biennale Malarstwa i Tkaniny Unikatowej EKO – BALT Gdynia 2009, Muzeum Miasta Gdynia, Gdynia
  - 7 Warszawskie Targi Sztuki, Arkady Kubickiego, Warszawa
- 2010:
  - "Wymiary wolności", Mazowieckie Centrum Sztuki Współczesnej Elektrownia, Radom
  - "3 miejsca", Galeria ZPZP, Bielsko Biała
  - 8. Triennale Małych Form Malarskich - Toruń 2010, Galeria Sztuki Wozownia, Toruń (I nagroda)
  - "Painted in Cracow", Norymberga, Berlin, Bad Reichenhall, Lipsk, Niemcy
  - III Ogólnopolski Konkurs, Fundacja Kultury im. Paderewskiego, Obrazy Muzyką Malowane, Dom Polonii, Kraków (III nagroda)
  - I Międzynarodowe Biennale Sztuki "Pół żartem pół serio", Muzeum Miejski Suchej Beskidzkiej, Sucha Beskidzka
  - Triennale Malarstwa, IV Ogólnopolski Konkurs na Obraz dla Młodych Malarzy im. Mariana Michalika, Miejska Galeria Sztuki, Częstochowa
  - "Przestrzeń Publiczna - Konteksty - Poznań 2010", II Międzynarodowy Konkurs Malarski, Galeria Profil CK Zamek, Poznań
  - "Pink Cube", Galeria Olympia, Kraków
- 2011:
  - "Efekt pasażu", Muzeum Górnośląskie w Bytomiu, Otwarta Pracownia, Kraków
  - "Czarno na białym", Miejska Galeria Sztuki, Zakopane
  - "Nasi młodsi bracia", Bochenska Gallery, Warszawa
  - Nowy Dom Jabłkowskich, Galeria Milano, Warszawa
  - "Renesans Renesansu" Villa Academica, Opole 2011 Ground Art - Warszawski Festiwal Sztuki, Galeria DAP Okręgu Warszawskiego ZPAP, Warszawa
  - Wystawa w ramach projektu "Przedmieścia", Galeria "Alte Schiebekammer“, Wiedeń, Austria, Galeria "Nova", Ostrawa, Czechy, CSW Solvay, Galeria ASP, Kraków
  - Wystawa Sztuki Polskiej " Rozbiórka Żelaznej Kurtyny", Kuhlhaus Berlin, Niemcy
  - "Made in Poland", Czerwony Ratusz, Berlin, Galeria Beletage, Berlin, Dom i Wieża Krakowska, Norymberga, Muzeum Schwarzes Ross, Hilpoltstein, Niemcy
- 2012:
  - "Made in Poland", Galeria Miejska, Bielefeld, Niemcy, Muzeum Polskie, Zamek Rapperswil, Pałac Narodów przy ONZ, Genewa, Szwajcaria
  - „Włoski, włoski...”, Polswiss Art Dom Aukcyjny, Warszawa
  - „Milczenie śniegu”, Dom Norymberski, Austriacki Konsulat Generalny, Kraków
  - „Drużyna”, Dom Krakowski, Norymberga, Niemcy, Konsulat Austriacki, Kraków
  - Światy Równoległe, Muzeum Etnograficzne, Kraków
  - Miejsca teologiczne, Podziemia Kamedulskie, Kościół w lasku bielańskim, Warszawa
  - Malarstwo dużego formatu, Galeria Od Czasu Do Czasu, Gdynia
  - „Apoptoza”, Galeria Studio BWA, Wrocław
- 2018:
  - Chodzi lisek koło drogi, nie ma ręki ani nogi, Fosfor Art Gallery[2]
  - Wystawa. Ogólnopolski Konkursu Malarski im. Leona Wyczółkowskiego, BWA Bydgoszcz
  - „Nietota”, Muzeum Współczesne Wrocław[6]
  - NO Budget SHOW / X "10 Dioptrii" Centrum Rzeźby Polskiej w Orońsku[7]
  - Adolescent, Galeria poziom 4, Filharmonia im. Mieczysława Karłowicza w Szczecinie
  - Sympozjum twórców i teoretyków Sammer Jam 2018, ABC Gallery, Poznań
  - ROŚL – INNE, ABC Gallery, Poznań
  - Sztuka w kulturze – kultura w sztuce, BWA, Częstochowa
  - Vita Morbus Est, Krakers 2018, Galeria Olimpia, Kraków
  - Nietota, BWA Bydgoszcz
  - III Ogólnopolski Konkurs Malarski im. Leona Wyczółkowskiego, BWA, Bydgoszcz
  - Synestezje, Klub Studio, Kraków
- 2019:
  - „W drodze... Kontynenty...”, Wejherowskie Centrum Kultury, Wejherowo[8]
  - Konfliktem nuklearnym rozpocznie się Apokalipsa!, Hala Targowa, Wrocław 2019 Feminał |
  - The Womenal, Gdańska Galeria Gunetra Grassa
  - FLU Stan skupienia, Kraków 2019 Art Jam Session / URBAN, Fosfor Art Gallery, Kraków
  - Czarny Zakład / Exit The Void, Synestezje, Klub Studio, Kraków
  - Harry Potter i Oxfordy Diabelskie, Muzeum Farmacji uniwersytetu Medycznego, Wrocław
  - Czarny Zakład / Przybijam Do Drzewa pinezki, Nówka Sztuka, Bunkier Sztuki, Kraków
  - Krakers Tat Tour, Czarny Zakład., Kraków
  - Art Jam Session / URBAN, Fosfor Art Gallery, Kraków
  - 2020
  - Wybór, Galeria Pastula, Poręby Kupieńskie i Mia Art Gallery, Wrocław
  - Newcomers, Koneser Centrum praskie,Kolekcja Banku PKO, Warszawa
  - UNKNOWN' ? ? ? /  Ufo Art Gallery, Kraków
  - Green Pleasure, Galeria Shefter, Kraków  2020 Re-Kolekcje z Czarnym Zakładem w Muzeum Farmacji, Krakers Art Week, Sekcja Labolatorium, Muzeum Farmacji, Kraków
  - Artysta / Artystka na co dzień. Sztuka pojęcie otwarte, Art Zona, Kraków
  - Jesteśmy okropne, BWA Olsztyn
  - Venus, Ufo Art Gallery, Kraków
  - Herbarium novum. Efflorescentiae, BWA Bydgoszcz
  - 2021
  - Illusion fields, UFO Art Gallery, Kraków
  - NOROK / Vendetta, Le Dernier cri, Marseille, Francja
  - Tuchfühlung - stay in touch, Der Neue Gasteig HP 8, rehearsal room, house C , Monachium
  - Dureriozum, Dom Norymberski, Kraków
  - Ambra i Kaszaloty, Czarny Zakład w Muzeum Farmacji, Krakers, Kraków
  - Good Vibes, UFO Gallery, Kraków
  - Rozkwitamy, HOS Gallery, Warszawa
  - 2022
  - Urban Neon, Cracow Art Week, Zwierzyniecka Gallery, Kraków
  - One, Cracow Art Week, Ufo Art Gallery, Kraków
  - Jesteśmy Wielością, Cracow Art Week, ARTzona, Ośrodek Kultury im. K. C. Norwida, Kraków
  - Ćwiczenia zręcznościowe, Nówka Sztuka, Czarny Zakład, Kraków
  - Nóż w ranie, Dom Norymberski, Kraków      
  - Happy End, Nanazenit, Warszawa     
  - Widzialność /Góry literatury, Nowa art space gallery,  Nowa Ruda                                                                                                                                                
  - Jest brzydko i dalej tak będzie, Warszawa
  - Czarny Zakład tatuuje w towarzystwie, Synestezje, Klub Studio, Kraków
  - Sztuka i Metafizyka/Galeria Podbrzezie, Kraków
  - ONE, Ufo Art Gallery, Kraków
  - 2023
  - ARCHITEKskóra, w której żyję, ASP, Łódź
  - As far as , BWA, Rzeszów
  - W cieniu wielkiej bogini , Galeria Sztuki Współczesnej we Włocławku
  - Kolekcja Sammlung Pastula w Muzeum Regionalnym w Stalowej Woli
  - Krzyczy ryczy,  Kraowska 34, Krakers, Kraków
  - Sytuacyjna Grupa Eksperymentalna, Wielek -Kalandyk, Malarsko - poetyckie zajście performatywne w pastula Gallery, Poręby Kupieńskie
  - Natura Rzeczy, CEP, UJ, Kraków
  - 2024
  - Z perspektywy Rybiego Oka, Bałtycka Galeria Sztuki Współczesnej w Słupsku
  - Kolekcja Pastula, BWA, Rzeszów
  - Sztuka Patologii, Teatr Barakah, Kraków
  - Verto, Sanktuarium, Kraków
  - Ironia , Galeria Wozownia, Toruń
  - Nagrody i wyróżnienia: 2019 Stypendium Twórcze Miasta Krakowa, Sztuki Wizualne                                                     2017 II nagroda w IV Piotrkowskim Biennale Sztuki, ODA, Piotrków Trybunalski                       2016 Grand Prix, Nagroda Ministra Kultury i Dziedzictwa Narodowego w 4. Triennale Polskiego Malarstwa Współczesnego, Jesienne Konfrontacje, BWA Rzeszów                           2015 Nagroda specjalna Centrum Promocji Młodych w Częstochowie, w III Piotrkowskim Biennale Sztuki, Piotrków Trybunalski                                                                                          2011 Nominacja do nagrody Paszportu Polityki 2011 w kategorii sztuki wizualne                      2011 XIX Ogólnopolski Konkurs Sztuki im. Vincenta van Gogha, Rybnik, wyróżnienie               2010 III Ogólnopolski Konkurs, Fundacja Kultury im. Paderewskiego, Obrazy Muzyką  Malowane, III nagroda, Dom Polonii, Kraków                                                                               2010 I nagroda w 8. Triennale Małych Form Malarskich – Toruń 2010, Galeria Sztuki Wozownia, Toruń                                                                                                                         2012 Finał międzynarodowego konkursu Strabag, Wiedeń